# Cuphea inaequalifolia
Cuphea inaequalifolia är en fackelblomsväxtart som beskrevs av Emil Bernhard Koehne. Cuphea inaequalifolia ingår i släktet blossblommor, och familjen fackelblomsväxter. Inga underarter finns listade i Catalogue of Life.